# سلامات إسعيد (ويس)
سلامات إسعید (بالفارسية: سعیدسلامات) هي منطقة سكنية تقع في إيران في قسم ويس الريفي. يقدر عدد سكانها بـ 308 نسمة بحسب إحصاء 2016.